# Ли, Эдуард Николаевич
Эдуард Николаевич Ли (род. 5 сентября 1959, пос.Янгибазар, Ташкентская область Узбекской ССР) — советский и узбекский спортсмен и тренер по тхэквондо ИТФ и хапкидо. Пятикратный чемпион Узбекистана по карате, чемпион и серебряный призер первых чемпионатов СССР по карате, 4-х кратный чемпион Узбекистана по тхэквондо, чемпион СССР по тхэквондо, чемпион и серебряный призер чемпионата Европы по тхэквондо, чемпион Азиатско-Тихоокеанского региона по тхэквондо, кандидат медицинских наук (хирургия), гранд мастер тхэквондо и хапкидо, вице-президент Корейской федерации хапкидо, председатель антидопингого комитета тхэквондо, официальный представитель Хапкидо KHF в СНГ, генеральный секретарь «Центра восточных единоборств и боевых искусств Узбекистана».

## Биография
Родился в Ташкентской области Узбекской ССР 5 сентября 1959 года. Старший брат Марс Ли — первый чемпионом СССР по карате в весе 55 кг. Старшая сестра Искра Ли.
В 1976 году окончил среднюю школу № 34 пос. Янгибазар. В 1982 году с отличием окончил Ташкентский медицинский институт по специальности хирургия. В 1989 году прошел специализацию в ЦОЛИУВ г. Москва, получил квалификацию врача ультра-звуковой диагностики. В 1994 году защитил кандидатскую диссертацию по хирургии. С 1984 года по 1997 год работал хирургом в КБ № 1 Минздрава УзССР.
Гранд мастер и обладатель высшей квалификации 9 дана по тхэквондо ИТФ, председатель антидопингового комитета Международной федерации по тхэквондо.
Гранд мастер (9 дан) по хапкидо. Вице-президент Корейской федерации хапкидо. Официальный представитель KHF в странах СНГ. Генеральный секретарь «Центра развития восточных единоборств и боевых искусств Узбекистана». Главный тренер клуба восточных единоборств «BUDO».

### Семья
Супруга Елена, сын Дмитрий (1983 г.р.), дочь Юлия (1988 г.р.).

## Спортивная карьера

### Карате
- 1979—1983 г. чемпион Узбекистана.
- 1980—1983 г. член сборной Узбекистана.
- 1981 г. — серебряный призер 1-го чемпионата СССР в Ташкенте [1].
- 1982 г. — чемпион 2-го чемпионата СССР в Талине[2].
- 1981—1982 г. член сборной СССР.

### Тхэквондо ИТФ
- 1990 г.— 1992 г. тренер сборной СССР.
- 1990—1993 г. чемпион Узбекистана.
- 1991 г. — чемпион СССР в Ленинграде.
- 1992 г. — победитель и серебряный призер чемпионата Европы в г. Рединге.
- 1993 г. — победитель чемпионата Азиатско-Тихоокеанского региона в г. Ташкенте.
- 1990—1999 г. главный тренер сборной Узбекистана по тхэквондо ИТФ.

## Титулы и достижения
1982 г. — мастер спорта СССР по карате.

1992 г. — заслуженный тренер УзССР

1994 г. — кандидат медицинских наук (хирургия).

1994 г. — награждён почётным орденом ИТФ за вклад в развитие Тхэквондо в Узбекистане.

1997 г. — по версии японской ассоциации Восточных Единоборств школа Тхэквондо под руководством Ли Э.Н признана лучшей в мире.

2002 г. — действительный член академии наук России по природе и обществу.

2002 г. — присвоено почётное звание посла восточных единоборств — Ambassador of Martial Arts (MAA Германия).

2002 г. — член комитета чёрных поясов мира. 

2007 г. — награждён орденом «Золотая корона»

2008 г. — награждён орденом ИТФ за вклад в развитие Тхэквондо в Мире.

2012 г. — официальный представитель Хапкидо КХФ в Узбекистане. 

2017 г. — официальный технический мастер Хапкидо КХФ в СНГ.

2021 г. — вице-президент Хапкидо КХФ.

2023 г. — награждён нагрудным знаком Узбекистана «За спортивные заслуги».